# Kars
Kars (azerski: Qars, kurdski: Qers, armenski: Ղարս, Կարս, gruzijski: ყარსი, ruski: Карс) je grad na sjeveroistoku Turske koji je glavno mjesto istoimene pokrajine.

## Povijest
U 10. stoljeću Kars je bio glavni grad jedne od armenskih kraljevina. Godine 1064. osvojili su ga Turci Seldžuci, a tadašnji i zadnji armenski kralj Karsa, Gagik II., platio je danak Seldžucima kako ne bi opkolili i uništili grad. Iduće godine Gagik predaje grad Bizantu, koji ga brzo gubi, te grad osvajaju Seldžuci. Kasnije grad osvajaju Gruzi koji ga stavljaju pod upravu dinastije Zakarid. Oni su kontrolirali grad sve do 1230-ih, kad on prelazi pod upravu turskih emira.
Godine 1387. grad osvaja mongolski osvajač Tamerlan. Turski emiri vladaju gradom do 1534., kada Osmanlije osvajaju grad. Grad ponovno utvrđuje sultan Murat III. jakim zidinama koje su kasnije 1731., izdržale opsadu Perzijanaca. Grad postaje glavno mjesto sandžaka u Erzurumskom vilajetu.
Grad 1807. odolijeva ruskim napadima, ali 1828. osvaja ga ruski general Ivan Paskevič zajedno s 11.000 zarobljenika. Iako je grad kasnije vraćen Turskoj, nova granica s Rusijom pomaknuta je znatno bliže Karsu. U opsadi Karsa 1855., za vrijeme Krimskog rata, Rusi izlaze kao pobjednici. U bitki kod Karsa 1877., za vrijeme rusko-turskog rata ponovo pobjeđuju Rusi koji kasnije Sanstefanskim dogovorom i dobivaju Kars koji postaje glavnim gradom Karske oblasti koja je bila podijeljena u Karski, Ardahanski, Kagizmanski i Oltinski okrug.
Nakon pripojenja Rusiji, u razdoblju od 1878. do 1881. više od 82.000 muslimana napuštaju područje, a oko 11.000 sam grad. U isto vrijeme u grad se doseljavaju Armenci, Grci i Rusi. Prema ruskom popisu stanovništva iz 1892., Rusi su činili 7% stanovništva Karske oblasti, Grci 13,5%, Kurdi 15%, Armenci 21,5%, Turci 24%, Karapapaki 14% i Turkmeni 5%.
Za vrijeme Prvog svjetskog rata, grad je bio jedan od glavnih ciljeva osmanske vojske tijekom bitke kod Sarikamiša.
Rusija je 3. ožujka 1918. ustupila Osmanskom Carstvu Kars, Ardahan i Batum sporazumom u Brest-Litovsku. Do tad je grad već bio pod kontrolom armenskih i neboljševističkih ruskih snaga. Osmansko Carstvo je zauzelo Kars 25. travnja 1918., a na tom području je osnovana Jugozapadna Kavkaska Republika. Primirjem u Mudrosu u listopadu 1918., osmanska vojska povlači se u granice iz 1914. godine. Britanci okupiraju Batum, ali Osmanlije odbijaju odreći se Karsa i nastavljaju podržavati prijelaznu vladu. Demokratska Republika Armenija osvaja područje u siječnju iduće godine, ali proturska vlada ostaje u gradu sve do dolaska britanske vojske koja njihove vođe šalje na Maltu. U svibnju 1919. Kars pada pod punu kontrolu DR Armenije koja grad proglašava glavnim mjestom pokrajine Vanand.

Sukobi između turskih revolucionara i armenskih graničnih snaga u Oltu dovode do napada turskih snaga na DRA, što uzrokuje početak tursko-armenskog rata. Za vrijeme rata, 30. listopada 1920. turske snage osvajaju Kars. Sporazumom iz Aleksandropola potpisanim 2. prosinca 1920. od strane Armenije i Turske, DRA ustupljuje preko 50% svog predratnog teritorija Turskoj i odriče se svih teritorija dobivenih sporazumom iz Sèvresa. Nakon što boljševici osvajaju Armeniju, ovaj sporazum zamjenjuje Karski dogovor potpisan 23. lipnja 1921. između Turske i novoosnovanog Sovjetskog Saveza. Sporazum je omogućio SSSR-u pripojenje Adžarije, u zamjenu za tursku kontrolu nad Karsom, Iğdırom i Ardahanom. 
 Ovim dogovorom uspostavljeni su mirni odnosi između Turske i Sovjetskog Saveza.
Nakon drugog svjetskog rata postojale su naznake da SSSR želi promijeniti Karski dogovor. U lipnju 1945. sovjetski ministar vanjskih poslova Vjačeslav Molotov rekao je turskom veleposlaniku da bi se ta područja trebala vratiti SSSR-u, točnije Armeniji i Gruziji. U to početno hladnoratovsko vrijeme Britanci su se protivili promjeni postojećih granica, dok je američki predsjednik Truman smatrao da je to bilateralno pitanje Turske i SSSR-a.
Od sukoba oko Gorskog Karabaha početkom 1990-ih, obližnja granica između Turske i Armenije je zatvorena.

## Poznate građevine
Vjerojatno najpoznatija građevina u Karsu je Karski zamak koji se nalazi na brdu iznad grada. Ovaj dvorac vjerojatno potječe iz ranog armenskog razdoblja, ali je današnji oblik vjerojatno poprimio u 13. stoljeću za vrijeme Zakaridske dinastije. Neki turski izvori govore da je dvorac izgradio osmanski sultan Murat III. za vrijeme rata s Perzijom u 16. stoljeću, ali te tvrdnje su najvjerojatnije lažne. Ipak, u Muratovo vrijeme vjerojatno je obnovljen dio zidina zamka.
Ispod dvorca nalazi se armenska katedrala građena između 932. i 937. godine. Ova katedrala zvana „Crkva apostola“ služila je sredinom 20. stoljeća kao muzej, da bi se na kraju 1998. prenamijenila u džamiju.
Budući da se grad nalazi na sjecištu armenske, kavkaske, ruske i turske kulture, arhitektura Karsa je zanimljiva kombinacija građevinskih stilova svih ovih kultura.

## Zanimljivosti
- filozof i mistik Georgij Ivanovič Gurdijev odrastao je u Karsu.
- armenski pjesnik Jegiše Čarenc rođen je u Karsu.
- u Karsu se odvija radnje romana „Snijeg“ (Kar) autora Orhana Pamuka.
- glumac Tamer Karadağlı rođen je u Karsu.

## Vanjske poveznice
- Valijin ured
- Vodič kroz kars  Arhivirana inačica izvorne stranice od 15. svibnja 2010. (Wayback Machine)
- Sporazum iz Karsa Arhivirana inačica izvorne stranice od 11. svibnja 2011. (Wayback Machine)